# طوطی سردوش‌زرد
طوطی سردوش‌زرد (نام علمی: Brotogeris chiriri) بومی مناطق گرمسیری آمریکای جنوبی در جنوب حوضه رودخانه آمازون از برزیل مرکزی تا جنوب بولیوی، پاراگوئه و شمال آرژانتین است. پرندگان قفسی در برخی مناطق رها شده‌اند و پرندگان در میامی، فلوریدا، و لس آنجلس و سانفرانسیسکو، کالیفرنیا، جمعیت‌های خودپایا ایجاد کرده‌اند. به نظر می‌رسد که این پرنده در جمعیت وحشی خود در آمریکای شمالی بهتر از طوطی بال‌سفید نزدیک خود عمل می‌کند. این گونه همچنین در منطقه مرکزی شهر ریودوژانیرو، برزیل پایدار شده است. و در بوئنوس آیرس، آرژانتین؛ جایی که معرفی شد، جمعیت بومی در آمریکای جنوبی به خوبی ادامه می‌دهد.